# Prophets of Rage (deutsche Band)
Prophets of Rage war eine deutsche Hip-Hop-Band aus Kaiserslautern.
Sie bestand zu zwei Dritteln aus den Kindern von GIs. Zum Jahresende 1994 stand die Gruppe als Vorband von Megavier auf der Bühne. Später folgten u. a. auch Festivalauftritte beim Hip-Hop-Festival im Strombad (Cottbus, 1998) und dem „Rock am See“ (Losheim am See, 1998).

## Stil
Mit ihrem Debüt veröffentlichte die Gruppe laut Intro „ein sehr variables, schräges und bewußtes Hip-Hop-Album“, das sich durch einen „entspannten Groove mit guten Beats“ sowie „Anleihen aus Funk und Jazz“ auszeichnete. Zudem wurden in der Besprechung auch „Experimentierfreudigkeit“ und „individueller Stil“ als Schlagworte verwendet.
Der Rezensent der taz zeigte sich kritischer. Aus seiner Sicht glänze das Debüt, welches sich „eher an den US-Vorbildern als an der deutschen Szene“ orientiere, „nicht gerade durch neue Ideen, sondern eher durch eine versierte Umsetzung von alten Errungenschaften“.
Vom Focus wurde die Band der Stilrichtung Crossover zugeordnet, so wie auch H-Blockx, Mr. Ed Jumps the Gun und Such a Surge.

## Diskografie
Alben
- 1994: Unite or Perish (Königshaus)
- 1997: Zen Gravy (Four Music)

Singles und EPs
- 1994: Strawberry Hoecake (Königshaus)
- 1995: Lost in Space (Königshaus)
- 1997: List of Priorities (Four Music)
- 1998: Kawng (Four Music)